# Шульгино (Тамбовская область)
Шульгино́ — село в Мордовском районе Тамбовской области России. Административный центр Шульгинского сельсовета.

## География
Расположено , в лесостепной зоне, в пределах Окско-Донской низменной равнины,, в 14 км к северу от районного центра Мордово, рядом с трассой Р193 Тамбов — Воронеж и 70 км южнее города Тамбов.

### Уличная сеть
- Первомайская улица
- Садовая улица
- Мелиоративная улица
- Улица Мира
- Набережная улица

### Климат
Климат умеренно континентальный, относительно сухой, с холодной продолжительной зимой и тёплым летом. Средняя температура воздуха самого холодного месяца (января) — − −10,6 °C (абсолютный минимум — −39 °C); самого тёплого месяца (июля) — 20,6 °C (абсолютный максимум — 40 °С). Продолжительность периода с положительной температурой колеблется от 145 до 150 дней. Среднегодовое количество атмосферных осадков составляет 450—475 мм, из которых большая часть выпадает в тёплый период. Снежный покров держится в течение 135 дней.

## История

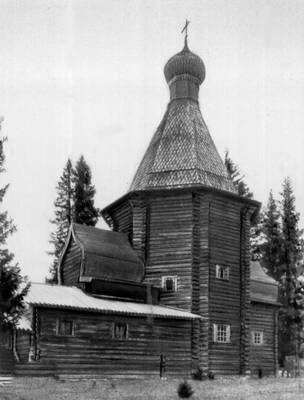
Шульгинская церковь

До конца XVII века данные места были совсем не заселены. Это объясняется тем, что, как и всюду, люди в первую очередь селились по долинам рек. Так, Мордово появилось в конце XVII века, Мельгуны — между 1769 и 1793 годами. Подлинно известно, что в 1769 году в этих местах не было ни одного населённого пункта. Путешествовавший в этом году фон Пондельштедт оставил о своём путешествии записки, где прямо указывал, что в 1769 году на пути от Мордово до села Липовец (под Тамбовом) никаких сёл и деревень не было.

### Шульгино появилось в 20-е годы XIX века.
Известно, что, когда населялось Никольское (1830 год), на месте Шульгино стоял один дом — постоялый двор на дороге Тамбов — Воронеж. В нём жила семья Разживиных. Шульгино основано в конце 1780-х гг. переселенцами из с. Малинки, что ныне в Михайловском р-не Рязанской обл. Название патронимическое от какого-то лица с фамилией Шульга или Шульгин.

Село упоминается в документах ревизии 1834 года как принадлежащее помещику генералу от инфантерии князю Петру Михайловичу Волконскому. Всего крепостных было 539 человек, в том числе Артемий Климов, Алексей Кочетков, Яков Кочетков, Андрей Колосков, Василий Петухов и др.

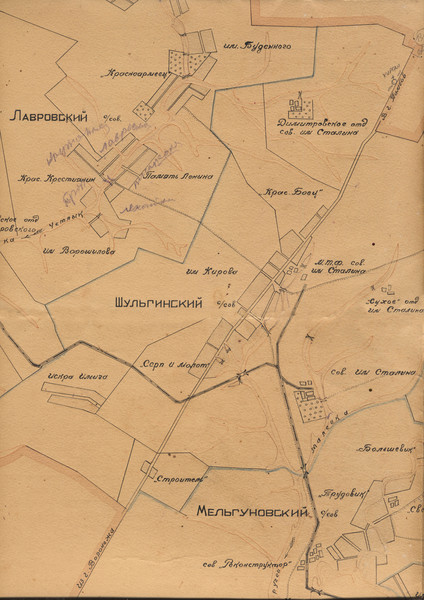

Во второй половине XIX — нач. XX вв. Шульгино вместе с Новопокровским, Песчанкой, Ахматово, Михайловском и Никольским входило в состав Мельгуновской волости Тамбовского уезда.
За селом проходила узкоколейная ЖД, за Никольским через Селиванов мост (по фамилии обходчика). Производство сахарной свёклы в своём Петровском имении (ныне Липецкая обл.) граф А. А. Орлов-Давыдов поставил на широкую ногу. Урожаи были таковы, что доставлять выращенное на Ново-Покровский сахарный завод Тамбовской губернии стало проблемой. Гужевого транспорта не хватало. 
И тут на помощь пришёл технический прогресс. Граф решил построить узкоколейную железную дорогу, соединившую его степной хутор с заводом. На её сооружение пригласили специалистов из Москвы и Санкт-Петербурга, среди которых были и иностранные инженеры. Для производства земляных работ были наняты крестьяне со своими тачками из сёл Среднее, Ржавцы, Мордово, Шульгино и др. В начале XX века движение было открыто. По преданию, граф с группой своих друзей и компаньонов за праздничным столом на открытой платформе совершил первую поездку к сахароварам. Перед этим священнослужители торжественно освятили постройку. Дорога завершалась станцией Треугольник у хутора Петровский, для заправки паровоза водой была построена водонапорная башня. Свёклу свозили на специально подготовленную площадку, а оттуда потом грузили на узкоколейные платформы. Поезд с завода вызывали по телефону. Отправляли сырьё с ранней осени до конца апреля. Погрузка велась специальными вилами — бармаками. Зимой свёклу накрывали от мороза матами. Перед Великой Отечественной войной узкоколейку продлили до самого посёлка совхоза. По узкоколейке возили не только свёклу, но и хлеб, подсолнечный жмых и жом. В 1954 году образована Липецкая область; большинство сахарных заводов начало переходить на автовывозку. Через несколько лет узкоколейка была разобрана.

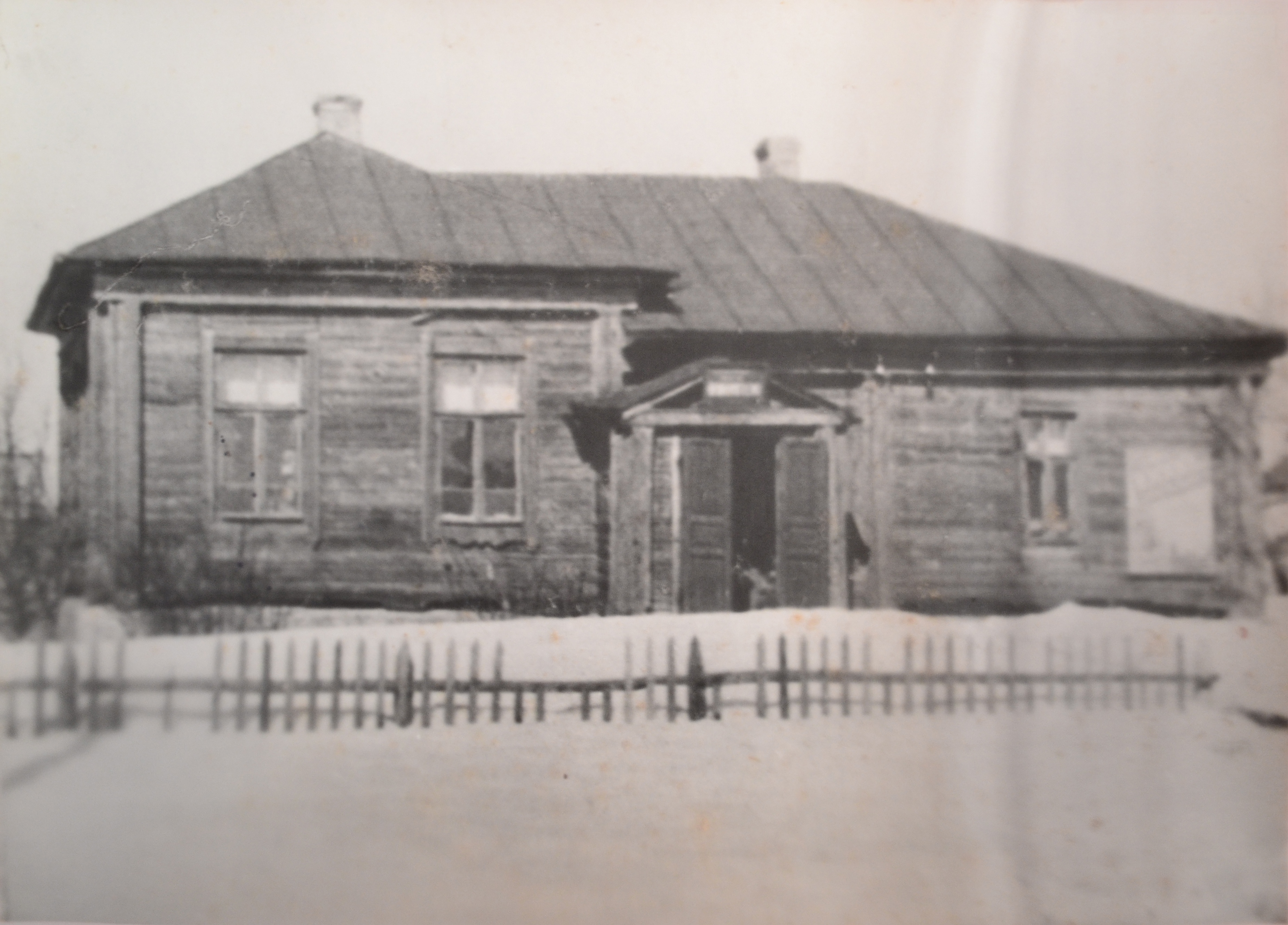
Здание церковно-приходской школы (Шульгинская библиотека)

В 1886 году в селе Шульгино была открыта церковно-приходская школа с одной классной комнатой. Учились в ней 10-15 человек. Преподавал в школе священник Владимир Фомич. В конце 19 века построили типовое здание церковно-приходской школы (Шульгинская библиотека). Учились в ней дети зажиточных крестьян.

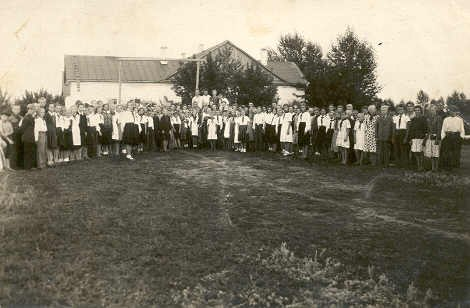
Шульгинская школа

В 1918 году открылась начальная школа. В 1932-33 годах в Шульгино образована школа крестьянской молодёжи (семилетка), в 1938 году преобразованная в среднюю школу. Первый выпуск учащихся средней школы был 21 июня 1941 года.
В 1964-65 годах к основному зданию пристроено левое крыло.
В 1972-73 учебном году школа перешла на кабинетную систему обучения. В 1987 году школа приняла в первый класс шестилеток и таким образом перешла на четырёхлетнее начальное образование.
В 1989 году в школе появились калькуляторы, в 1990 году — 13 дисплеев УКНЦ.
В 1935—1956 годах Шульгино было центром Шульгинского района. С тех времён осталось здание райкома КПСС, в котором впоследствии располагалась участковая больница.

### Рост села

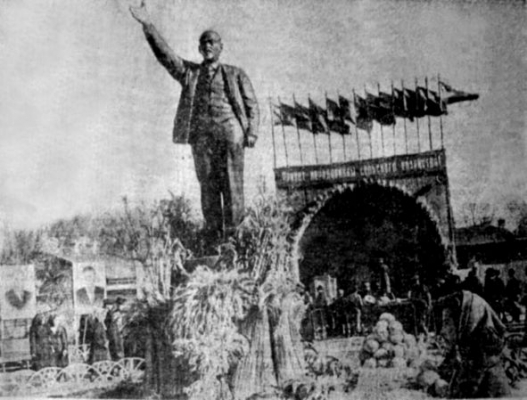
Памятник Ленину

В 30-е И 40-е годы XIX века Шульгино значительно увеличилось за счёт перевода сюда крестьян из центральных губерний: Тульской и Рязанской, и уже в 1851 году значится как солидное селение на большаке (по книге Казьмина «Описание Тамбовской губернии»). Отмена крепостного права и все процессы, связанные с отменой, также коснулись и жителей Шульгино. При освобождении крестьян (1861 год) жители села Шульгино первоначально получили по 3,25 десятины на душу. Село Шульгино первоначально занимало место от центральной площади (базара) по большаку к селу Мордово. В 1866 году в селе Шульгино была построена деревянная церковь. В это время здесь насчитывалось 60 дворов. Если учесть то обстоятельство, что для дореволюционного села Шульгино характерно количество жителей на двор в среднем по 5 человек, то надо полагать, в 1866 году в селе было 300 человек жителей. Село было примерно в 10 раз меньше, чем теперь.
1905 год. Забастовала железная дорога (с. Мордово). В Шульгино появились прокламации. Народ заволновался. Остановилось движение поездов. В села выехал карательный отряд во главе с полковником Яшеневским. Отряд был в Петровке (до Шульгино не доехал). Революция кончилась. Жизнь крестьян не улучшилась. В 1910 году приехал граф Орлов-Давыдов. Старики встретили его с хлебом-солью. Стали просить землю, но он отказал. Был в это время построен сахарный завод. Многие ушли работать, зарплата была низкая.
1902 год. Вновь начались волнения. Услыхали о событиях на Ленских приисках. Истолковывали по-разному, но недовольство высказывали смелее.
1914 год. 1-я мировая война. Все ушли на фронт. В последние годы войны все стали уходить домой, пронеслась весть: царя не стало. Все желали мира. 25 октября 1917 года — революция. Большевики в селе провели митинги. Политических заключённых выпустили.
В декабре 1929 года товарищества по обработке земли были объединены в колхоз. Началась коллективизация. Собрали всех жителей села. Около церкви сложили инвентарь. Приехал тов. Сотников (25-тысячник). Организовали сельский совет. К некоторым середнякам относились неправильно, силой заставляли идти в колхоз. Однако ядро оставалось (Егор, Иван, Ефим Климовы, Засыпкин Алексей Ионович — побогаче; беднота: Потороев Семён Михайлович, Столяров Иван Михайлович и др.). Всего 28 хозяйств. Агитация продолжалась. Председателем Шульгинского общества был Климов Иван Ефимович. Был один трактор «Фордзон». Трактористами были Климов Владимир Васильевич и Засыпкин Пестирим Алексеевич. Хлеб делили по едокам, а не по труду. В настоящее время в колхоз объединились: «Верный путь» (Васильевка), «Искра Ильича» (Осетровы Отруба).
Первые коммунисты появились в Шульгино в 1922 году. В основном за счёт прибывших с гражданской войны: Валов Егор Фомич, Никитин Александр Яковлевич. Входили они в ячейку при Мельгуновском волисполкоме. Секретарём ячейки был Сохноцкий. Самостоятельная партийная ячейка в с. Шульгино при сельском совете была создана в 1927 году.
Парторганизация проводила работу по завершению землеустройства, проводила коллективизацию. В 1940 году секретарём парторганизации была Столярова Прасковья Федотьевна.

## Население
| 2002 | 2010 |
| ---- | ---- |
| 827  | ↘811 |

### Национальный и гендерный состав
Согласно результатам переписи 2002 года, в национальной структуре населения русские составляли 98 % от жителей.

## Инфраструктура

### Культура

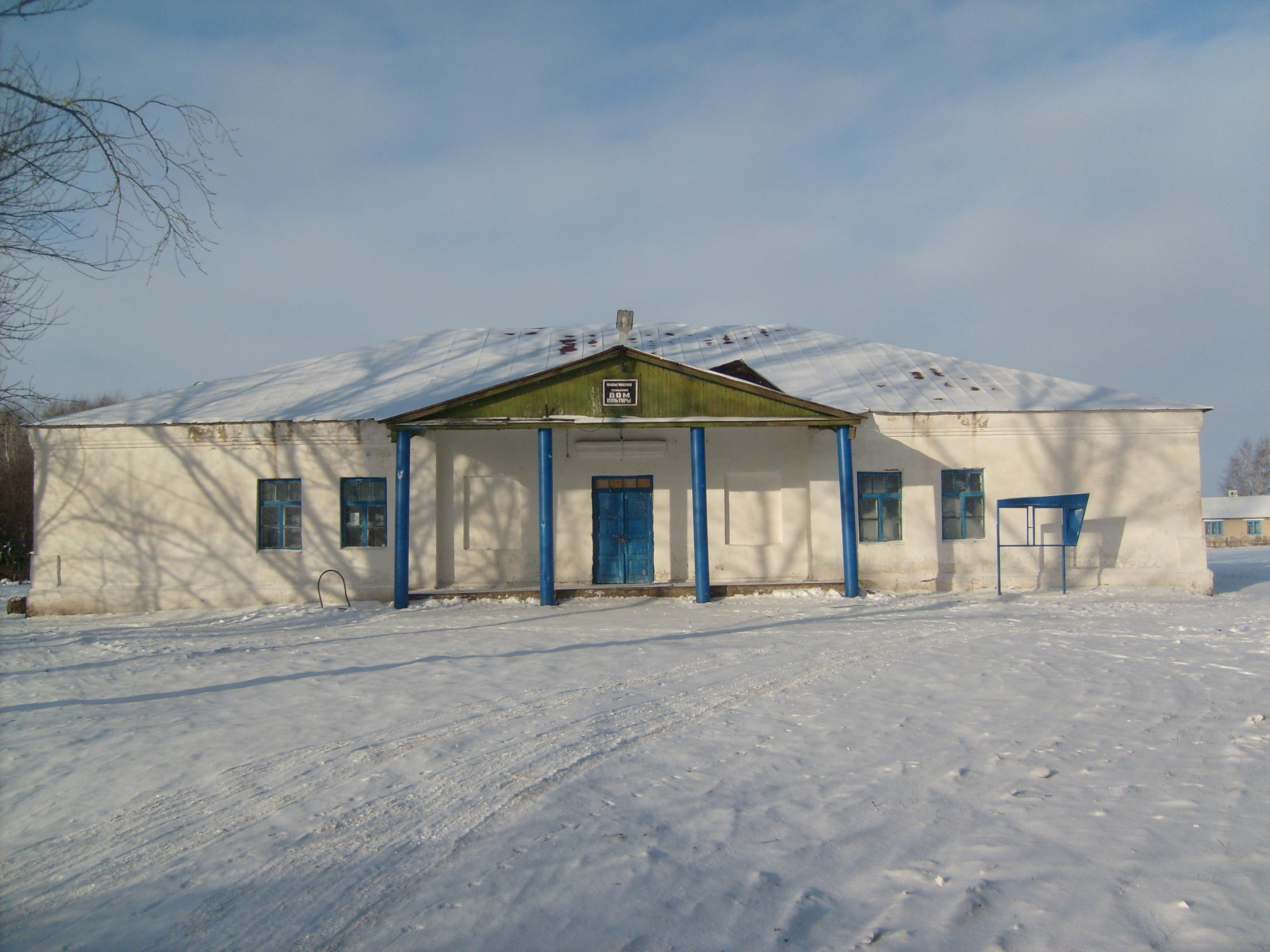
Клуб

До революции главным культурным центром была церковь. Сразу после революции была создана изба-читальня. Хотя она была частной квартирой, но молодёжь собиралась, пели песни, говорили о политических новостях, готовили спектакли. С 1932 года открыт клуб МТС. Работа улучшилась. Стала приезжать кинопередвижка, проводились самодеятельные концерты. При клубе стала работать библиотека.
В настоящее время в Шульгино есть Дом культуры, имеющий фойе, комнату для кружковой работы, зрительный зал на 250 мест. Дом культуры — один из лучших в области. Бывший директор — Дорофеева Вера Терентьевна — имеет почётное звание «Заслуженный работник культуры РСФСР». В ДК регулярно проводятся массовые праздники, дискотеки для молодёжи. В Шульгино имеется библиотека, которая располагается в здании клуба. Многие жители села имеют свои библиотеки.

### Медицинское обслуживание

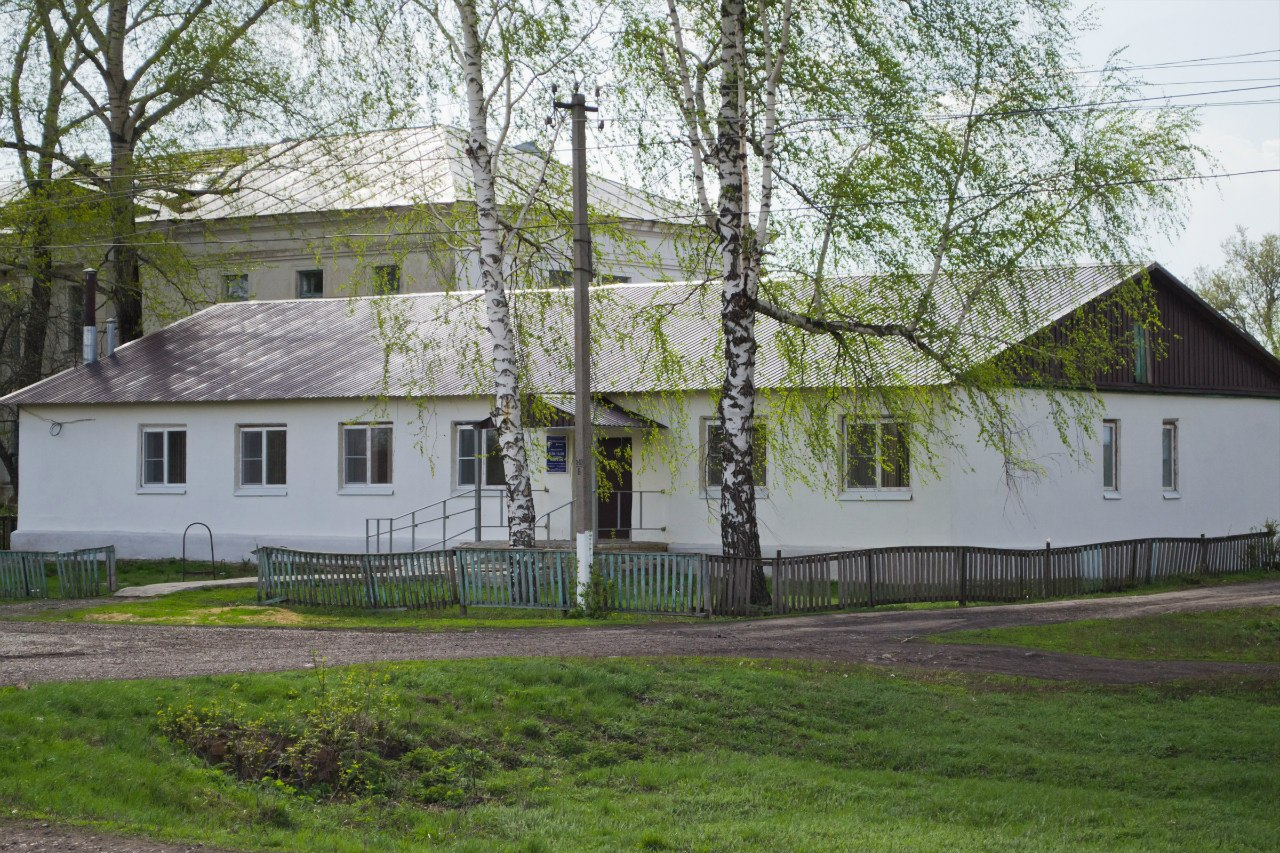
Поликлиника

Медицинского обслуживания до революции в селе никакого не было. Первый фельдшерский пункт в Шульгино открыт в 30-х годах. Фельдшером была Серебрякова Мария Ивановна. Перед войной, в 1941 году, была открыта женская консультация и в Шульгино появился первый врач — Мотасова Валентина Георгиевна. Больница на 3 родильных и семь общих коек была открыта в 1950 году. Врачом была назначена Курепина Клавдия Александровна. С 1956 года в Шульгино больница располагалась в двухэтажном здании, была хорошо оборудована, рассчитана на 20 коек. Имелся кабинет физиотерапии. По штату положено 5 врачей — один врач на 2,5 тысячи населения. Имелось 4 врача и среднемедицинские работники.
В настоящее время существует поликлиника. Больницу закрыли. В поликлинике работают врач-терапевт и врач-стоматолог, есть зубопротезный кабинет, аптечный пункт, машина скорой помощи. В конце 2014 года по программе «Модернизация здравоохранения Тамбовской области» был произведён капитальный ремонт здания, завезена новая мебель.

### Дошкольное образование
В селе функционирует детский сад (МБДОУ «Шульгинский детский сад № 3»), который посещают дети сёл Лавровка, Шульгино и посёлка Ленинский. В 2011 году здесь появилась ещё одна группа на 20 дополнительных мест. Здание детского сада газифицировано, установлены пластиковые стеклопакеты.

### Школа

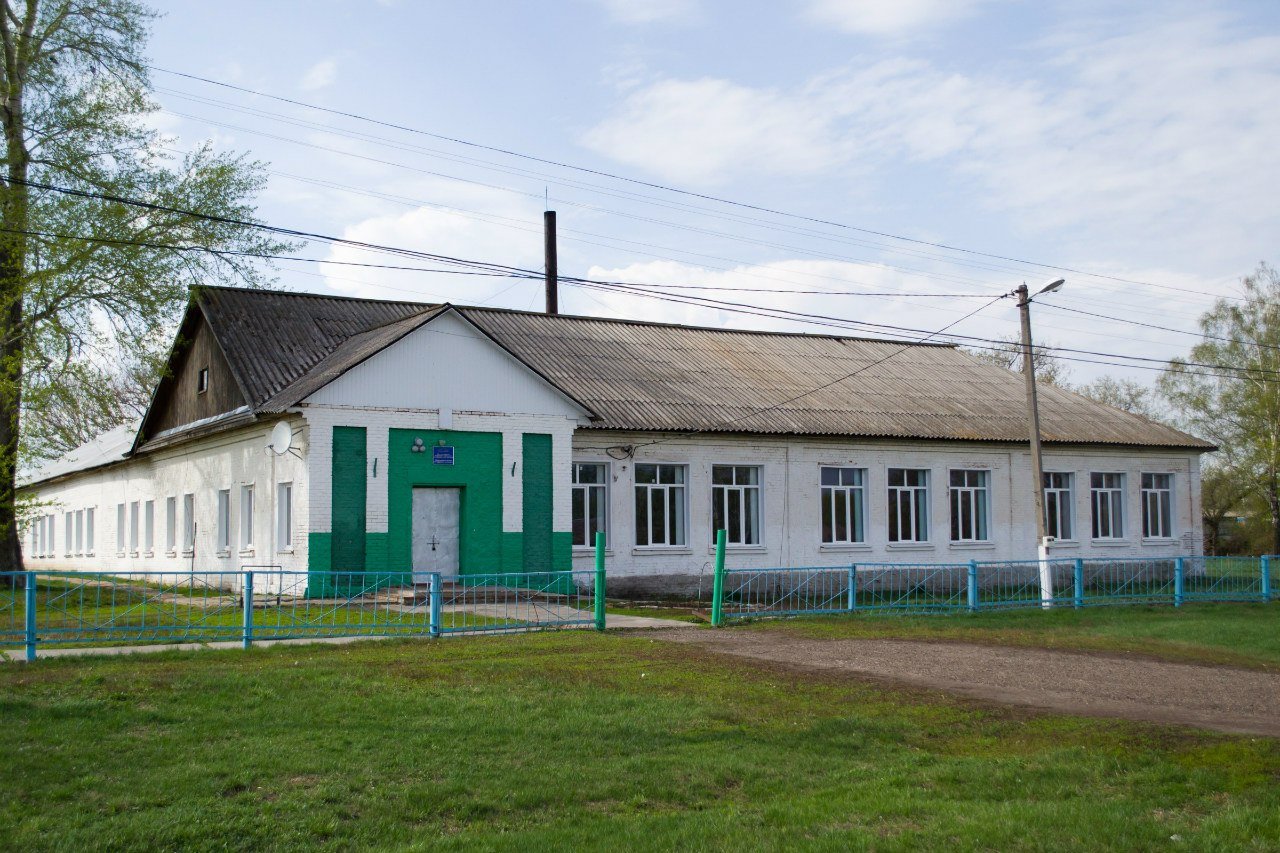
Здание школы

Школа была построена в 1938 году на 320 ученических мест и называлась Шульгинской средней школой. Там обучались дети работников колхоза «Серп и Молот». В 2007 году стала базовой школой с филиалом. В 2008 году Шульгинская средняя школа реорганизована в Шульгинскую основную общеобразовательную школу. С 2011 года в результате реорганизации — Шульгинский филиал МБОУ «Новопокровская СОШ». В настоящее время (2015 г.) в школе обучается 53 человека. В школе работает 21 педагог. В 2001 году был создан краеведческий музей. Ежегодно на базе музея проходят Богдановские чтения. В 2013 году были заменены все окна на пластиковые стеклопакеты, полностью отремонтирована столовая и завезено новое оборудование.
Во второй половине дня в школе работают кружки: драматический, танцевальный, изобразительного искусства, секция ОФП, шахматный кружок. В 2008 году школа праздновала своё 70-летие. На праздник прибыли выпускники разных лет, учителя-ветераны, представители общественности. Ежегодно выпускники нашей школы поступают в высшие учебные заведения городов Тамбова, Воронежа, Москвы.
Во всех отраслях народного хозяйства трудятся наши ученики. Это, например, Лобанов Максим Юрьевич — бывший главный агроном СХПК «Серп и молот». Особой славы и признания добился Шибков Николай Артёмович — министр здравоохранения Ставропольского края.

### Колхоз
В настоящее время колхоз называется СХПК «Серп и молот». Председатель колхоза — Гордеева Зоя Васильевна. Колхоз богатый: имеет большую площадь земли, хорошо развивается животноводство.

### Связь
Услуги связи оказывает Тамбовский филиал ОАО «Ростелеком». На территории села осуществляется приём сигналов ведущих операторов сотовой связи. Имеется 2 вышки: 1) Вышка сотовой связи (МТС), 2) Вышка цифрового телевидения (первый мультиплекс на 31 ТВК (554 МГц)). Имеется отделение Почты России.
Помимо этого в селе имеется отделение Сбербанка, 5 магазинов, пожарный пункт и Шульгинская электроподстанция.

## Архитектура и достопримечательности

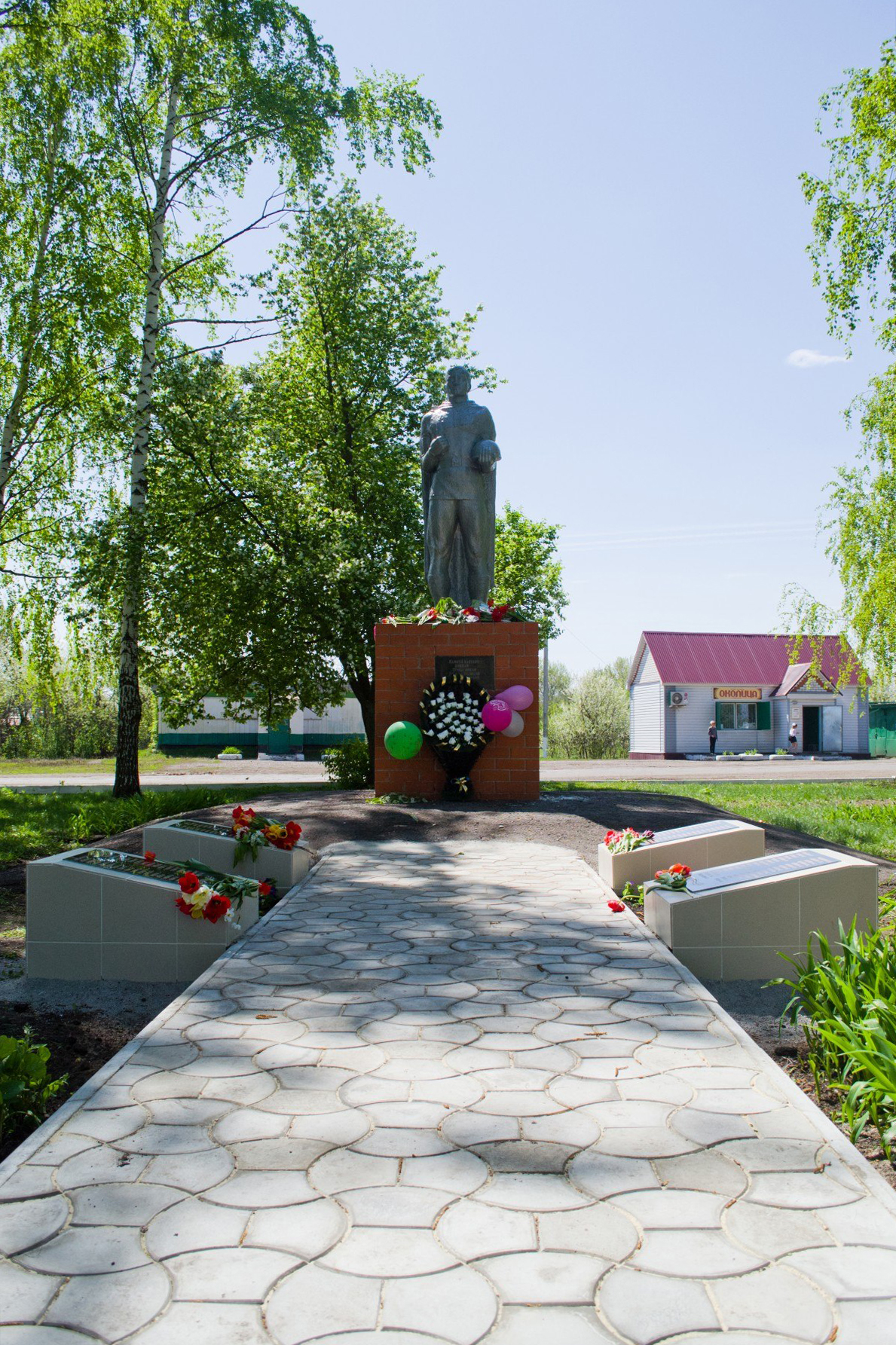
Памятник Неизвестному солдату

### Памятники и монументы
В настоящее время в селе имеется памятник Неизвестному солдату. К 70-летию Победы он был обновлён. Также в прошлом рядом с клубом размещался памятник Ленину, который позже был демонтирован. В селе установлен поклонный крест в память об утраченной церкви.

### Разрушенные храмы
- Храм покрова пресвятой богородицы

### Здания и сооружения
- Здание райкома КПСС (Шульгинская больница)

## Транспорт
Через Шульгино проходит дорога Каспий-Жердевка-Токарёвка-Мордово-Мельгуны-Волчки-Орёл-Тамбов. Техническая категория дороги 4. Покрытие асфальтное. Максимальная интенсивность движения за сутки 1086. Также юго-восточнее вдоль границы села проходит трасса Р193 Тамбов — Воронеж. Помимо этого улицы Первомайская, Садовая, Мелиоративная имеют асфальтовое покрытие, построенное в 1970 и 1990 годах.